# Fritz Kauffmann (Mediziner)
Fritz Kauffmann (* 15. Januar 1899 in Preußisch Stargard; † 27. September 1978 in Kopenhagen, Dänemark) war ein deutsch-dänischer Serologe und Bakteriologe, der wichtige Grundlagen für die Tiermedizin und Lebensmittelhygiene schuf.

## Leben
Fritz Kauffmann war eines von fünf Kindern und wuchs in Preußisch Stargard auf. Im Dezember 1922 ging er nach Berlin, um dort als Medizinalpraktikant in der Bakteriologie zu arbeiten. Seine Leidenschaft für die Mikrobiologie wurde durch die Lektüre von Robert Kochs Werk Die Ätiologie der Milzbrandkrankheit (herausgegeben 1876) geweckt. Er war in der Zeit von 1923 bis 1932 am Robert Koch-Institut tätig; zunächst als Praktikant, Volontär mit einem Rockefeller-Stipendium, außerplanmäßiger und ab 1929 planmäßiger Assistent. Danach ging er in die Schweiz, um sich in einem Sanatorium in Davos von einer Tuberkulose-Erkrankung zu erholen. 1933 flüchtete Kauffmann, der jüdischer Herkunft war, nach Dänemark, um den Nationalsozialisten zu entkommen. Von dort führte ihn seine Flucht nach Schweden. Später kehrte er nach Kopenhagen zurück, wo er zum Professor für Bakteriologie an der Universität Kopenhagen ernannt wurde.

## Wirken
Kauffmann erweiterte von 1933 bis 1978 das vom britischen Bakteriologen Philip Bruce White (1891–1949) entwickelte Schema zur Klassifikation von Salmonellen auf serologischer Basis. Infolgedessen wurde es Kauffmann-White-Schema genannt.
In Kopenhagen leitete Kauffmann das World Reference Center of Salmonellae. Für seine Verdienste um die medizinische Mikrobiologie erhielt er 1958 den Aronson-Preis und 1964 den Paul-Ehrlich-und-Ludwig-Darmstaedter-Preis.